# چوب‌خزک‌های دم‌دراز
چوب‌خزک‌های دم‌دراز (نام علمی: Deconychura) یک سرده از پرندگان در زیرخانواده چوب‌خزکیان (Dendrocolaptinae) است.